# Maitland (rivier in Canada)
De Maitland, voorheen Menesetung River, is een rivier in Canada met een lengte van 150 km, die ontspringt bij het Arthur Township in Wellington County en uitmondt in het Huronmeer.
Het stroomgebied, gelegen in het Grote Merenbekken, heeft een oppervlakte van 2.592 km².
De rivier is vernoemd naar Sir Peregrine Maitland (6 juli 1777 – 30 mei 1854), die in de periode 1818–1828 luitenant-gouverneur was van de toenmalige provincie Opper-Canada, gelegen in het zuiden van de huidige provincie Ontario.

## Bron
Dit artikel of een eerdere versie ervan is een (gedeeltelijke) vertaling van het artikel Maitland River op de Engelstalige Wikipedia, dat onder de licentie Creative Commons Naamsvermelding/Gelijk delen valt. Zie de bewerkingsgeschiedenis aldaar.